# Animais peçonhentos do Brasil

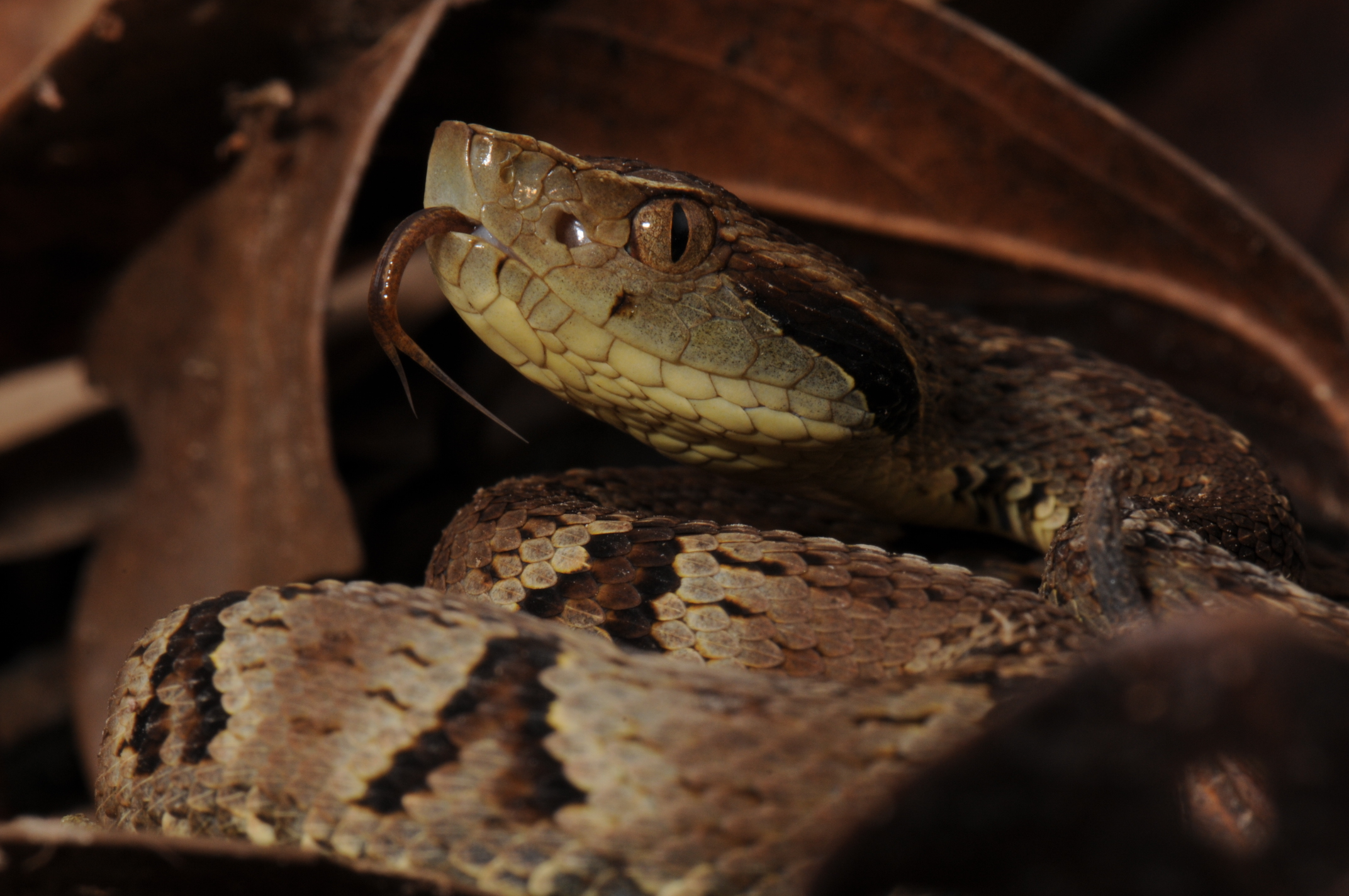
Bothrops (jararaca)

Os animais peçonhentos do Brasil são animais caracterizados por possuírem glândulas especializadas que produzem e secretam veneno, por meio de um mecanismo instintivo, de defesa e caça. A substância tóxica expelida é oriunda de atividades metabólicas e é liberada através de estruturas específicas desenvolvidas em seus corpos, como exemplo, quelíceras, agulhões e presas, que são respectivamente, das aranhas, dos escorpiões e das serpentes. Por isso os animais que possuem esse aparato de síntese e inoculação da peçonha são denominados de animais peçonhentos.
Exemplos desses animais são cobras, aranhas, escorpiões, lacraias, taturanas, vespas, formigas, abelhas e marimbondos. O seu conhecimento é imprescindível pois suas toxinas podem causar danos gravíssimos a saúde, podem ocasionar morte. Eles estão presentes em todo território nacional, tanto em ambientes urbanos e rurais, o maior número de ocorrência de acidentes advêm de domicílios, pois ocorre descuidos e não atentam-se a presença do animal e ao sentirem-se ameaçados, injetam o veneno com o intuito de imobilizar o agressor e fogem pra um lugar seguro.

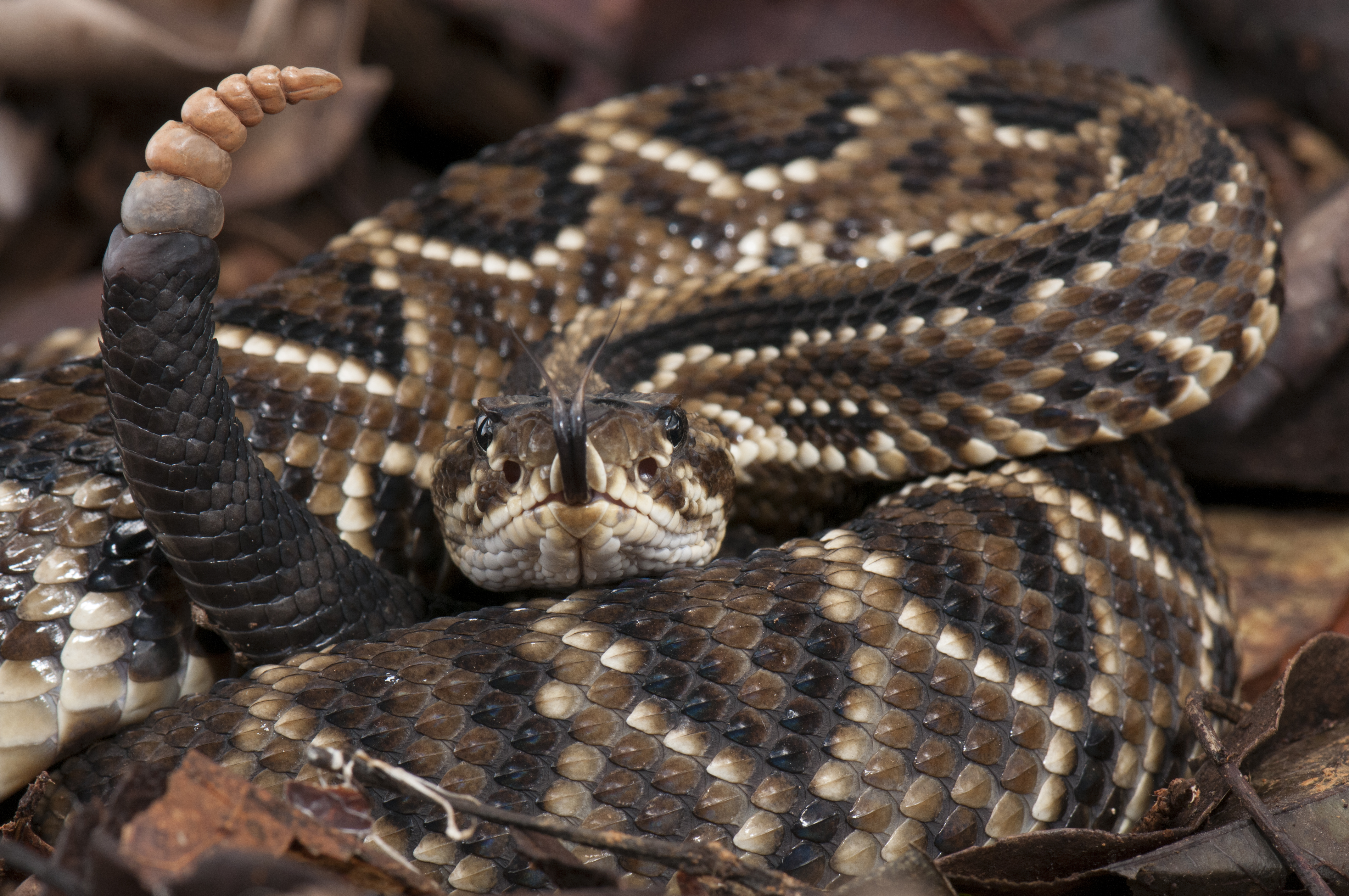
Crotalus (cascavel)

Segundo o Ministério da Saúde  os acidentes causados por animais peçonhentos representam um sério problema de Saúde Pública no Brasil, as notificações são aproximadamente de 100 mil por ano.  As aranhas, escorpiões e serpentes são os animais de maior importância por causarem o maior número de acidentes e em alguns casos com gravíssimas intoxicações. Os escorpiões são os principais responsáveis dentre os citados, de acordo com o Sistema de Informação de Agravos de Notificação (Sinan), em 2012 os acidentes por escorpiões notificados foram 45%, serpentes causaram 20%, aranhas 18% e 17% demais animais peçonhentos.

## Distribuição geográfica e principais espécies de animais peçonhentos de importância

### Serpentes

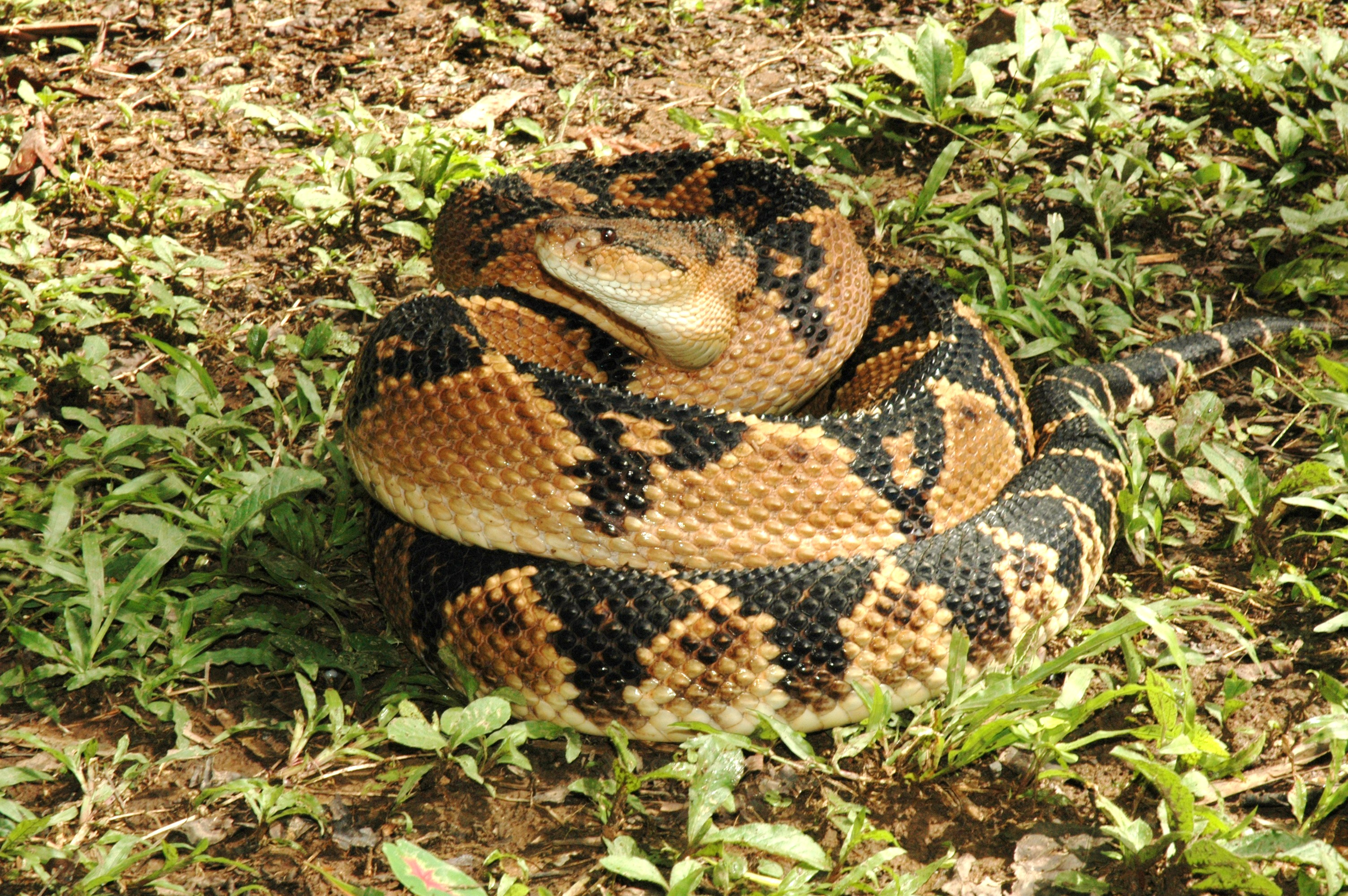
Lachesis (surucucu)

- Gênero Bothrops (jararaca), estão presentes em ambientes rurais e periferias de cidades, preferem ambientes úmidos, são noturnas: a espécie  B. atrox é encontrada na região norte; B. erythromelas no nordeste; B. neuwiedi no nordeste, sul e sudeste; B. jararaca nos estados da Bahia, Minas Gerais, Espírito Santo, Rio de Janeiro, São Paulo, Santa Catarina, Paraná e Rio Grande do Sul; B. alternatus Minas Gerais, São Paulo, Santa Catarina, Paraná, Rio Grande do Sul e Mato grosso; B. moojeni região do bioma cerrado.[4]

- Gênero Crotalus (cascavel), são encontradas em áreas secas e arenosas, quando desejam atacar emitem ruído semelhante a um chocalho: é encontrado nos estados da  Bahia, Alagoas, Pernambuco, Paraíba, Ceará, Rio Grande do Norte, Piauí, Goiás, São Paulo, Minas Gerais, Paraná, Rio Grande do Sul, Santa Catarina, Mato Grosso, Mato Grosso do Sul, Tocantins, Goiás, Piauí, Maranhão.
- Gênero Lachesis (surucucu), habitam florestas e matas: é encontrado no bioma da Floresta Amazônica e Mata Atlântica.
- Gênero Micrurus (coral verdadeira), são animais de pequeno e médio porte, habitam principalmente a floresta Amazônica: a espécie M. carallinus é encontrada nos estados do Rio de Janeiro, Espírito Santo, São Paulo, Paraná, Santa Catarina e Mato Grosso do Sul; M. frontalis região sul, sudeste e centro-oeste; M. lemniscatus região Amazônica.[5]

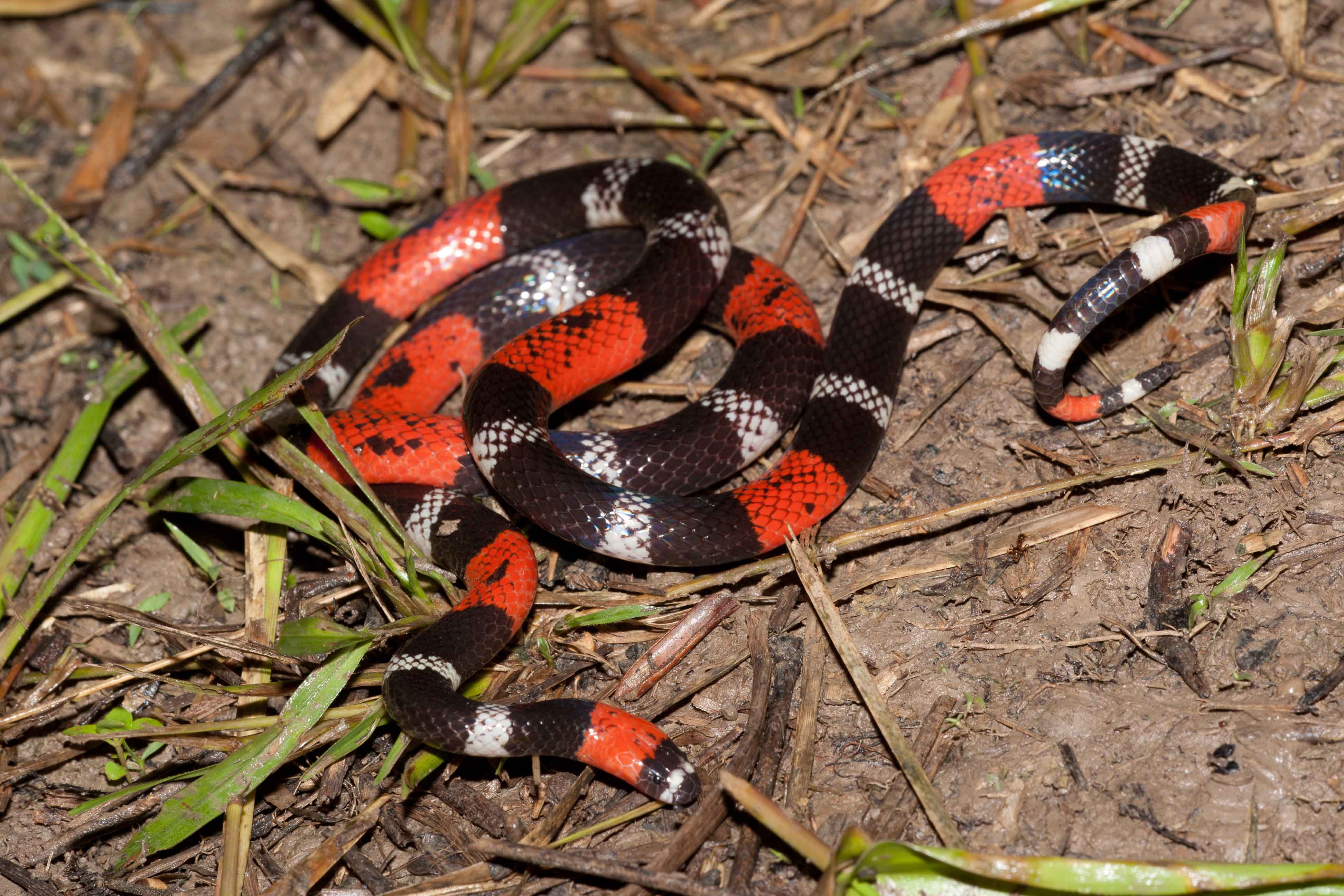
Micrurus (coral verdadeira)

### Escorpiões
- Gênero Tityus: Tityus serrulatus (escorpião amarelo)  possui o tronco marrom escuro e o resto do corpo amarelado, é encontrado nos estados de Bahia, Espírito Santo, Goiás, Minas Gerais, Paraná, Rio de Janeiro e São Paulo; Tityus bahiensis (escorpião marrom) o tronco é marrom escuro e o resto do corpo possui manchas escuras, é encontrado nos estados Bahia, Goiás, São Paulo, Mato Grosso do Sul, Minas Gerais, Paraná, Rio Grande do Sul e Santa Catarina; Tityus stigmurus (escorpião do nordeste) o tronco  é amarelo-escuro, e possui uma faixa escura longitudinal e um triângulo, habita a região nordeste; Tityus cambridgei (escorpião preto) é completamente negro e habita região amazônica; Tityus metuendus possui tronco vermelho escuro e o resto do corpo quase negro, são encontrados nos estados de Amazonas, Acre e Pará.[4]

### Aranhas

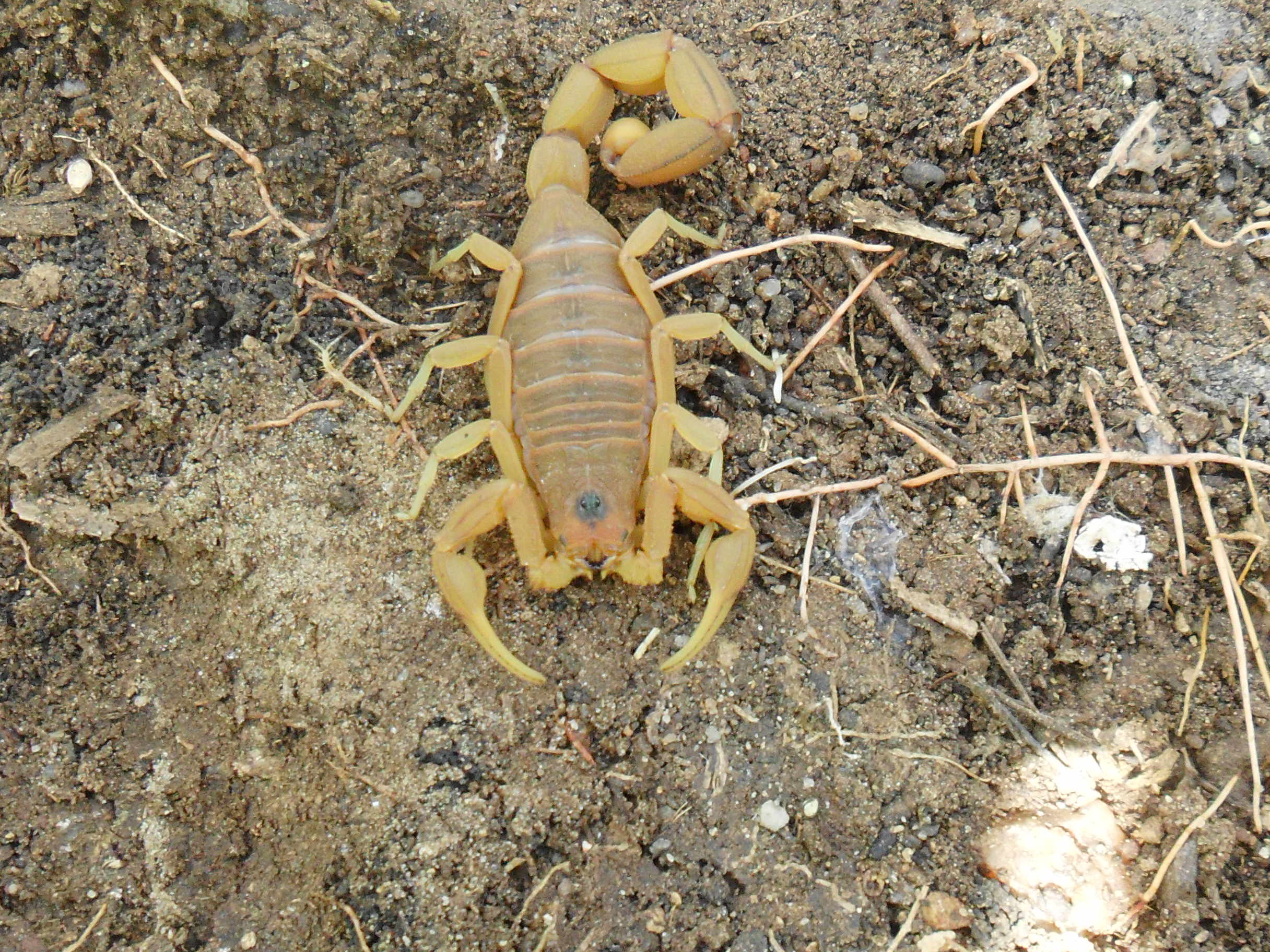
Tityus serrulatus (escorpião amarelo)

- Gênero Phoneutria (armadeira), possuem esse nome científico devido a sua ação defensiva de se armar, erguendo as pernas dianteiras, são noturnas e podem estar presentes em entulhos, são agressivas: possui as espécies P. fera e P. reidyi na região Amazônica; a P. nigriventer no estado de Goiás, Mato Grosso do Sul, Minas Gerais, Paraná, Rio de Janeiro, Rio Grande do Sul, São Paulo e Santa Catarina; a P. keyserfingi nos estados do Espírito Santo, Minas Gerais, Paraná, Rio de Janeiro, Rio Grande do Sul, São Paulo e Santa Catarina.[1]

- Gênero Loxosceles (aranha-marrom) constroem teias irregulares, estão frequentemente presentes em entulhos e móveis velhos, não são agressivas, picam apenas quando comprimidas: possui a espécie L. intermedia predominante nos estados do sul do país; a L. laeta ocorre em focos isolados em várias regiões do país, principalmente no estado de Santa Catarina; a L. gaucho predomina no estado de São Paulo.
- Gênero Latrodectus (viúva-negra) constroem teias irregulares em vegetações rasteiras: possui a espécie L. curacaviensis nos estados do Ceará, Bahia, Espírito Santo, Rio de Janeiro, Rio Grande do Norte e São Paulo; a L. geometricus é encontrada praticamente em todo o país.[5]

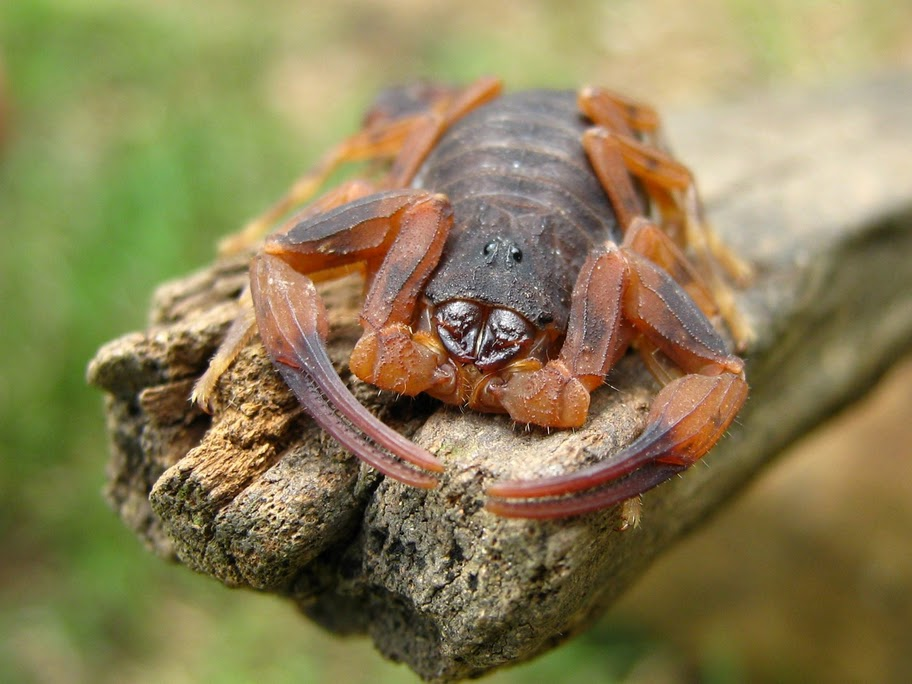
Tityus bahiensis (escorpião marrom)

## Toxinas envolvidas
Há diferentes tipos de toxinas inoculadas por esses animais peçonhentos que geram diferentes reações, tais como:
- Proteolítica: lesões locais, como edema, bolhas e necrose, decorrem da atividade de proteases, hialuronidases e fosfolipases, da liberação de mediadores da resposta inflamatória, da ação das hemorraginas sobre o endotélio vascular e da ação pró-coagulante do veneno.[5]
- Neurotóxica: possui ação pré-sináptica que atua nas terminações nervosas inibindo a liberação de acetilcolina. Esta inibição é o principal fator responsável pelo bloqueio neuromuscular do qual decorrem as paralisias motoras.[2]

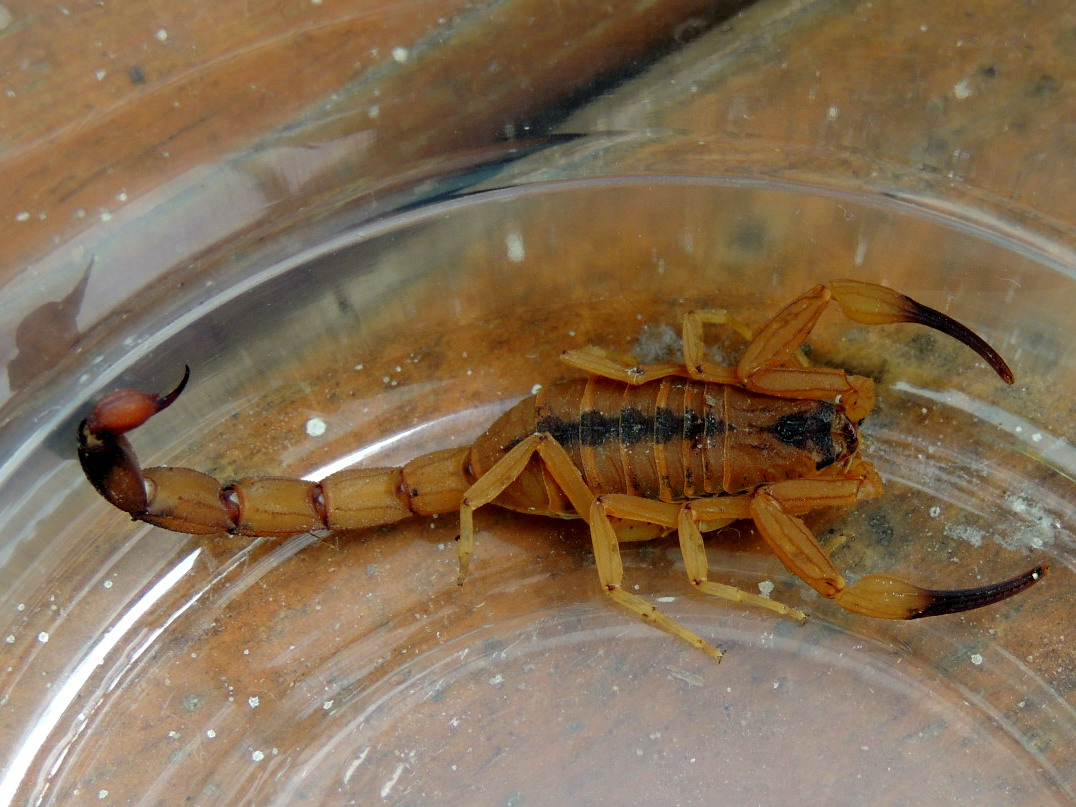
Tityus stigmurus (escorpião do nordeste)

- Miotóxica: Produz lesões de fibras musculares esqueléticas (rabdomiólise) com liberação de enzimas e mioglobina para o soro e que são posteriormente excretadas pela urina. Não está identificada a fração do veneno que produz esse efeito miotóxico sistêmico.[2]

- Hemotóxica: são decorrentes da ação das hemorraginas que provocam lesões na membrana basal dos capilares, associadas à plaquetopenia e alterações da coagulação.
- Coagulante: produzem distúrbios da coagulação, caracterizados por consumo dos seus fatores, geração de produtos de degradação de fibrina e fibrinogênio, podendo ocasionar incoagulabilidade sanguínea.

- Citotóxica: afeta células e tecidos ocorre destruição de células e tecidos, seguida de necrose da região afetada.[5]

## Prevenções
A gravidade de um acidente também está relacionado ao indivíduo que sofreu, como exemplo, as toxinas injetadas pelas aranhas é adaptada instintivamente para pequenas presas, geralmente o veneno é inofensivo aos seres humanos, ou seja, elas não são inimigos perigosos para a nossa espécie, como também devemos considerar que até as aranhas mais perigosas só picam por razão de defesa, quando sentem-se ameaçadas, contudo para algumas pessoas como crianças e idosos os danos podem ser mais graves do que o esperado, eventualmente podem ser fatais, por isso é necessário um conjunto de práticas e várias medidas preventivas para evitar os acidentes com esses animais peçonhentos, o Ministério da Saúde nos adverte aos seguintes cuidados:

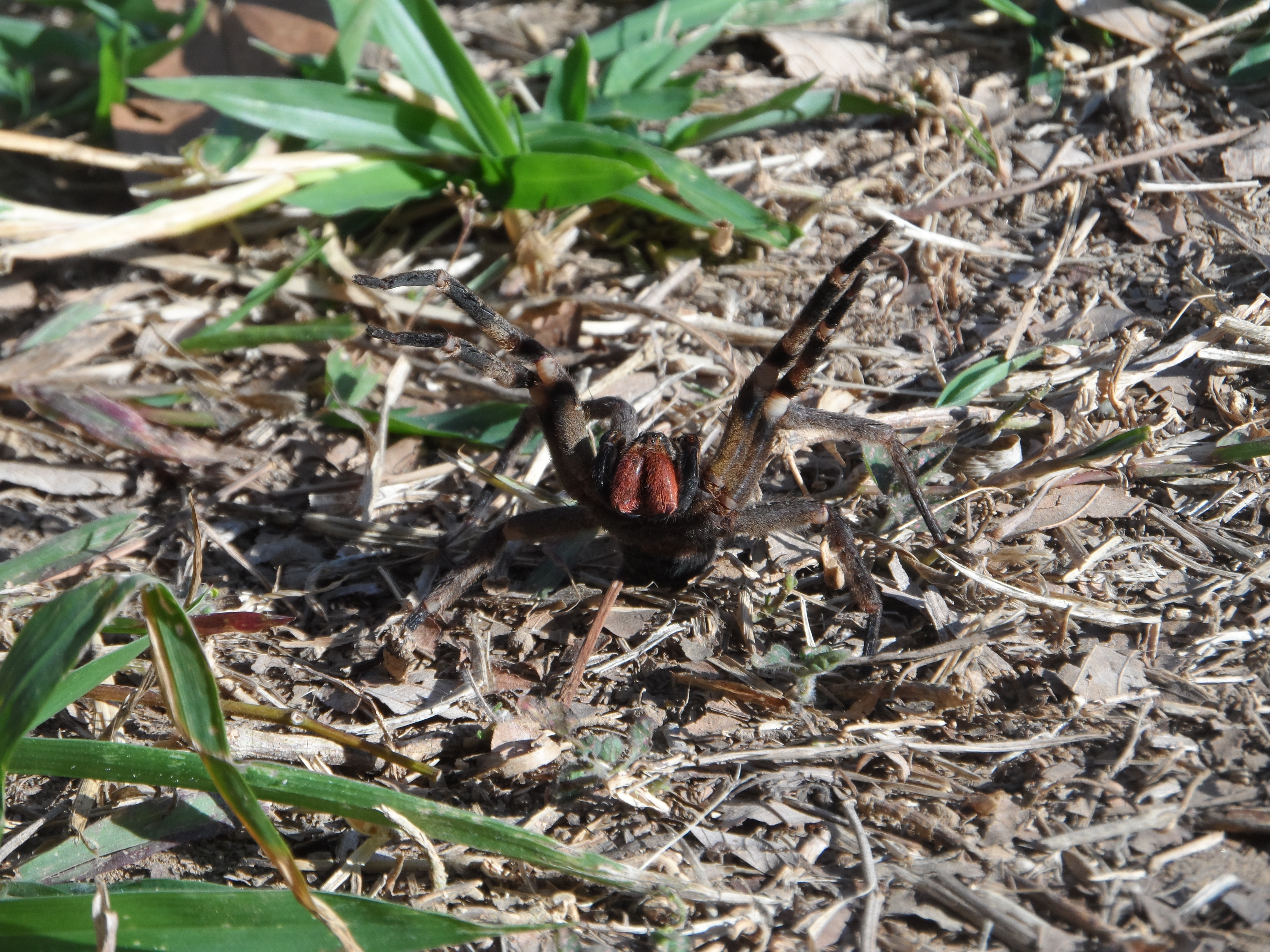
Phoneutria (armadeira)

Usar calçados e luvas nas atividades rurais e de jardinagem.
- Examinar e sacudir calçados e roupas pessoais, de cama e banho, antes de usá-las.
- Afastar camas das paredes e evitar pendurar roupas fora de armários.
- Não acumular lixo orgânico, entulhos e materiais de construção.
- Limpar o domicílio, observando atrás de móveis, cortinas e quadros.
- Vedar frestas e buracos em paredes, assoalhos, forros, meia-canas e rodapés. Utilizar vedantes em portas, janelas e ralos.
- Limpar locais próximos das casas, evitando folhagens densas junto delas e aparar gramados.
- Combater a proliferação de insetos, principalmente baratas e cupins, pois são alimentos preferidos dos aracnídeos.
- Preservar os inimigos naturais e criar aves domésticas, que se alimentam de aracnídeos.

- Não colocar as mãos em buracos, ocos de árvores ou vãos de pedras;

- Não sentar, deitar ou agachar próximo a arbustos, barrancos, pedras, pilhas de madeira ou material de construção sem se certificar de que ali não existem cobras ou outros animais peçonhentos.

- Nas colheitas de arroz, café, milho, feijão, frutas e nas hortas é preciso verificar onde se colocam as mãos.[4]

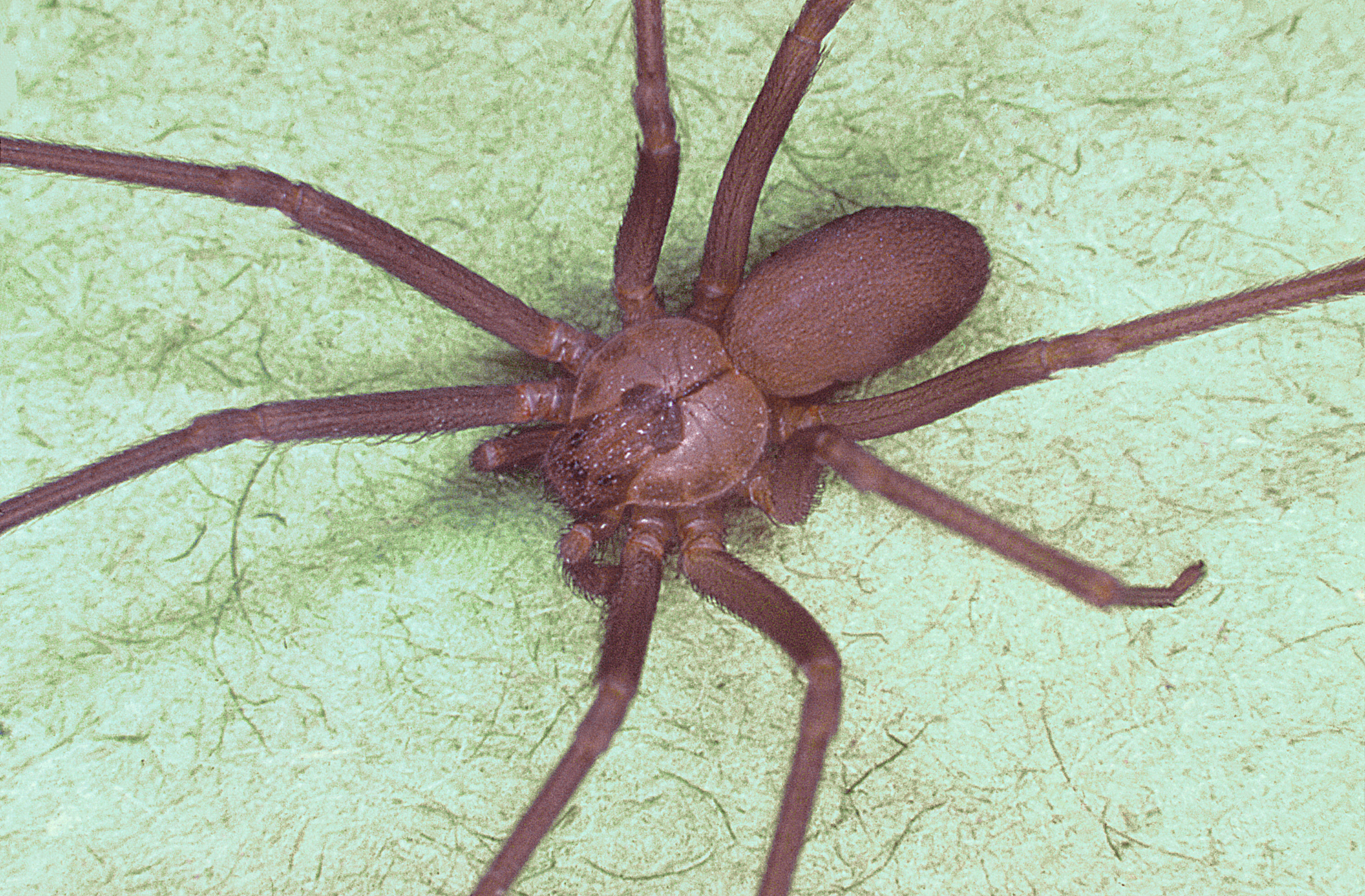
Loxosceles (aranha-marrom)

As medidas preventivas são essenciais, fazem parte dos cuidados primários, entretanto ainda pode haver uma ocorrência desagradável e em caso de acidentes, o indivíduo deve ser encaminhado o mais rápido possível para o hospital, deve evitar movimentos bruscos e o membro atingindo deve está numa posição mais alta em relação ao resto do corpo, o ferimento pode ser lavado apenas com água e sabão, não utilize nenhuma outra medida caseira, como aplicação de outras substâncias.

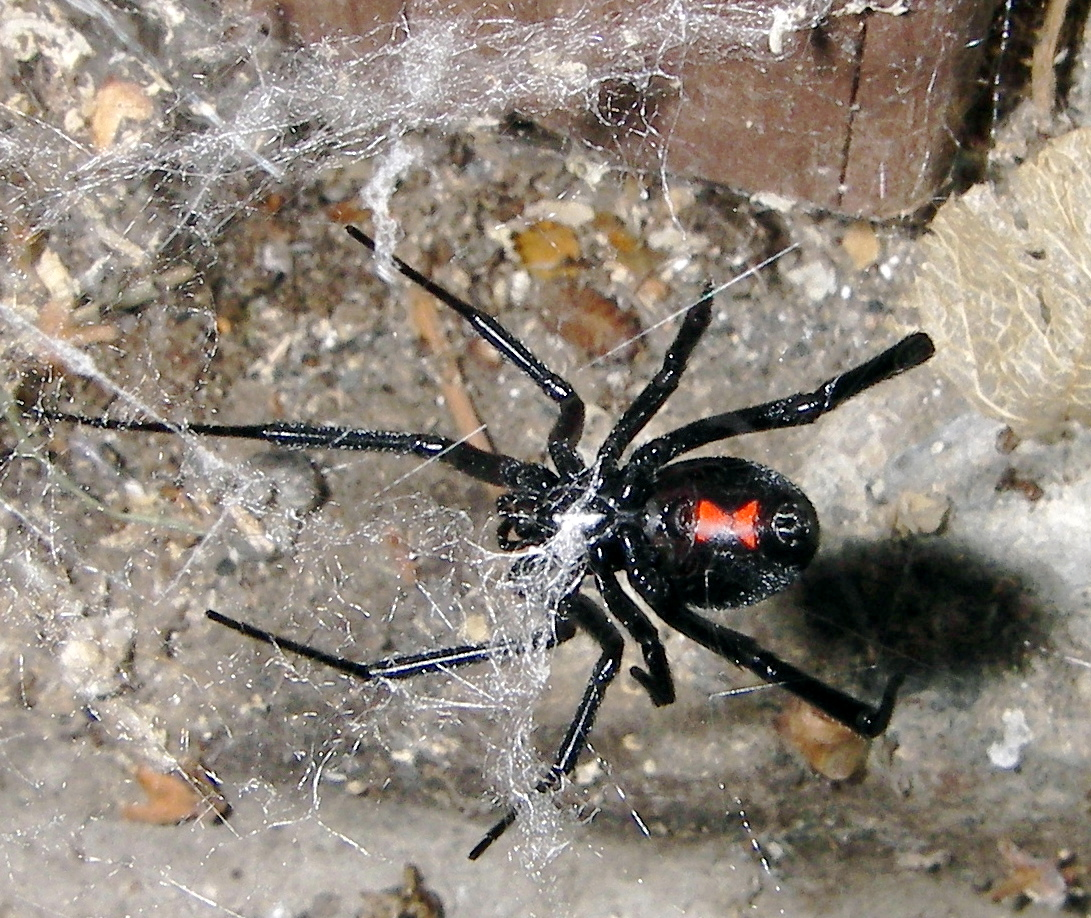
Latrodectus (viúva-negra)

Para o tratamento, em alguns casos, faz o uso de soroterapia, que é um soro específico obtido de organismo imunizado, principalmente de animais. A soroterapia antiveneno (SAV), quando indicada, é um passo fundamental no tratamento adequado dos pacientes picados pela maioria dos animais peçonhentos, irá agir para repor líquidos, nutrientes, corrigir distúrbios hidroeletrolíticos e neutralizar a maior quantidade possível de veneno circulante, sua aplicação, dose e o tipo de soro irá depender do animal, há inúmeros tipos de soros específicos, como soro antibotrópico-crotálica (SABC), antibotrópicolaquética (SABL), antilaquético (SAL) soro antielapídico (SAE) e antilatrodectus (SALatr).

## Sintomatologia
Há inúmeras manifestações clínicas ocasionadas dos acidades, a gravidade depende de fatores, como a espécie e tamanho, a quantidade de veneno inoculado, o tipo de toxina envolvida, a massa corporal do acidentado e a sensibilidade do paciente ao veneno.

### Serpentes
- Botrópico (jararaca) causam dor e edema endurado no local da picada, de intensidade variável, pode ocorrer com frequência equimoses e sangramentos no ponto da picada.
- Crotálico (cascavel) causam mal-estar, prostração, sudorese, náuseas, vômitos, sonolência ou inquietação e secura da boca podem aparecer precocemente e estar relacionadas a estímulos de origem diversas, nos quais devem atuar o medo e a tensão emocional desencadeados pelo acidente.
- Laquético (surucucu) ocorre hipotensão arterial, tonturas, escurecimento da visão, bradicardia, cólicas abdominais e diarréia (síndrome vagal).
- Elapídico (cobra-coral) paciente pode apresentar vômitos. Posteriormente, pode surgir um quadro de fraqueza muscular progressiva, ocorrendo ptose palpebral, oftalmoplegia e a presença de fácies miastênica.[1]

### Escorpiões
- Causam hipertermia e sudorese profusa, náuseas, vômitos, sialorreia e, mais raramente, dor abdominal, diarreia, arritmias cardíacas, hipertensão ou hipotensão arterial, insuficiência cardíaca congestiva, choque,  taquipneia, dispneia, edema pulmonar agudo, agitação, sonolência, confusão mental, hipertonia e tremores.[5]

### Aranhas
- Phoneutria (armadeira) causa dor imediata, aparecem alterações sistêmicas, como taquicardia, hipertensão arterial, sudorese discreta, agitação psicomotora, visão “turva” e vômitos ocasionais.
- Loxosceles (aranha-marrom) causa dor, edema endurado e eritema no local da picada, geram diferentes lesões, como: lesão incaracterística, bolha de conteúdo seroso, edema, calor e rubor, com ou sem dor em queimação; lesão sugestiva, enduração, bolha, equimoses e dor em queimação até; lesão característica, dor em queimação, lesões hemorrágicas focais, mescladas com áreas pálidas de isquemia (placa marmórea) e necrose.
- Latrodectus (viúva-negra) causa tremores, ansiedade, excitabilidade, insônia, cefaleia, prurido, eritema de face e pescoço. Há relatos de distúrbios de comportamento e choque nos casos graves, como: dor irradiada para os membros inferiores, acompanhada de contraturas musculares periódicas, movimentação incessante, atitude de flexão no leito e hiperreflexia ósteo-músculo-tendinosa constante.[5]